# Ernesto Famá
Ernesto Famá (* 18. August 1908 in Buenos Aires; † 19. Juli 1984 ebenda) war ein argentinischer Tangosänger und -komponist.

## Leben und Wirken
Famá begann in seiner Schulzeit seine Laufbahn als Schauspieler und Sänger am städtischen Kindertheater Lavardén. Seine ersten professionellen Auftritte hatte er am Teatro Nacional. 1928 reiste er mit dem Orchester Osvaldo Fresedos, mit dem er in Buenos Aires beim Label Odeon aufgenommen hatte, nach Paris. Dort trat er u. a. zur Eröffnung des Cabarets Nouvelle Garrón auf. 1929 kehrte er nach Buenos Aires zurück, wo ihn alsbald Carlos Di Sarli für Aufnahmen engagierte. Hierauf kam er zu Francisco Canaro, mit dem er ein Jahr lang auf Tourneen, später im Radio, in Filmen (La Muchachada del Centro, 1932; La Canción de los Barrios, 1934; Rascacielos, 1935) und bei Theateraufführungen auftrat.
Famá beendete seine aktive musikalische Laufbahn bereits Anfang der 1940er Jahre. Er hatte in dieser Zeit mehr als 300 Titel als Refrainsänger aufgenommen, davon allein 140 mit Francisco Canaro, weitere u. a. mit dem Orquesta Típica Porteña, dem Orquesta Típica Columbia und Juan Canaro. Als Solosänger realisierte er etwa 20 Aufnahmen, begleitet u. a. von einem Gitarrenensemble und vom Orchester Alberto Gambinos. Als Textdichter und Komponist arbeitete er mit Freunden wie Luis César Amadori, Antonio Botta und Enrique Dizeo zusammen.